# برند
نمانام، ویژند، بِرَند (به انگلیسی: Brand) یا مارک (به فرانسوی: Marque)، نام یا عبارت یا طرح یا نماد یا هر ویژگی دیگریست که مشخص‌کنندهٔ خدمات یا فروشندهٔ محصولی خاص باشد که به وسیلهٔ آن از دیگر محصولات و خدمات مشابه متمایز می‌گردد. برند در روزنامه‌نگاری برند و بازاریابی، استفاده و معرفی می‌شود. عنوان قانونی برای برند، نشان تجاری است.
کمیته (انجمن) بازاریابی آمریکا (۱۹۶۰) اینگونه برند را تعریف می‌کند. «یک نام، واژه، سمبل، یا طرح یا ترکیبی از آن‌ها است که هدف آن شناساندن محصولات یا خدمات یک فروشنده یا گروهی از فروشندگان به مشتریان و همچنین تمایز محصولات آن‌ها از سایر رقبا می‌باشد.
برند مجموعه گره‌های ذهنی یا تداعیات کارکردی، احساسی، عقلی و مزیت‌هایی است که ذهن بازار هدف را اشغال نموده است. تداعی معانی پیوند دادن تصاویر و نشانه‌ها با برند یا مزایا و فواید یک برند است. این مزایا یا فواید برند است که مبنای تصمیم‌گیری برای خرید آن واقع خواهد شد.
برند همان چیزی است که مخاطب با دیدن، شنیدن، حس کردن یا هرگونه ارتباطی با آن به صورت مفهومی، دیداری یا لفظی صفات و ویژگی‌های خود را در ذهن و قلب مخاطب تداعی می‌کند.
برند شامل همه احساسات، ویژگی‌ها و مفاهیمی است که به یک نام، طرح یا نماد گره خورده است؛ برند، برداشت مردم و افراد از یک نام و نماد است.
در فارسی واژهٔ مارک یا برند معمولاً برای اشاره به محصول یا خدمتی به‌کار می‌رود که ارزش اعتباری و اجتماعی بالایی داشته باشد. به بیان دیگر «برند» دارای ماهیت اجتماعی است و برندهای قدرت‌مند آن‌هایی هستند که افراد نسبت به آن‌ها حس مالکیت دارند.
مارک‌های برتر می‌توانند هیجان و عواطف مصرف‌کنندگان خود را برانگیزند و مشتریان نیز به این نام‌ها اعتماد داشته و از آن‌ها انتظار خلق ایده‌های برتر و نوآوری در محصولاتشان را دارند.
در این راستا موضوع وفاداری به برند از مهم‌ترین موضوعات مورد توجه شرکت‌ها می‌باشد و شرکت‌ها همواره به دنبال راه‌هایی برای کسب و جلب وفاداری مشتریان می‌باشند. یکی از مهم‌ترین معیارهای وفاداری به برند، عامل یادآوری و بازآوری برند با گروه کالایی خاص می‌باشد که زمینه را برای خریدهای مجدد مشتریان فراهم می‌آورد.
پیشنهاد شده است که در زبان فارسی به جای برند از واژه نمانام استفاده گردد.

## ویژگی‌های یک مارک
یک نمانام نیرومند باید از این صفات برخوردار باشد:
1. تناسب
2. جایگاه مناسب
3. تحمل پذیری
4. اعتبار
5. الهام بخش
6. بی همتایی
7. جذابیت
8. هویت

## نمانام از نظر مصرف‌کننده
برند از نظر مصرف‌کننده یعنی:
1. منشأ یا مبدأ محصول
2. واگذاری مسئولیت به تولیدکننده
3. خطرپذیری کمتر
4. هزینه پرس و جوی کمتر
5. نشانه کیفیت
6. معامله یا عهد و پیمان با تولیدکننده محصول
7. وسیله نمادین برای اظهار شخصیت[۳]
8. بیشتر از نیاز مصرف‌کننده خدمات یا محصول گرفتن

## ارزشمندترین برندها در سال ۲۰۱۴
ارزشمندترین برندهای جهان به ترتیب ارزش: اپل ۱۱۷ میلیارد دلار (۷۰ میلیارد پوند انگلیس)، گوگل ۱۰۷ میلیارد دلار، آی بی ام ۷۶ میلیارد دلار، مایکروسافت ۷۱ میلیارد دلار، کوکاکولا ۶۵ میلیارد دلار، جنرال الکتریک، مک دونالد، سامسونگ، آمازون و تویوتا به ترتیب در این لیست قرار می‌گیرند.

## برندسازی
استراتژی نام تجاری، برندسازی (به انگلیسی: Branding)، فرایند معنا بخشیدن به یک نام است. برندسازی مجموعه‌ای از راهکارهاست که به نام تجاری شما هویت مشخصی داده و جایگاه آن را در بازار نسبت به رقبا مشخص و متمایز می‌کند. برندسازی شامل مباحث مختلفی چون جایگاه یابی و جایگاه سازی برند، انتخاب نام مؤثر برای برند، ایجاد طبقه‌بندی جدید، انتخاب رنگ برند و طراحی لوگو برای آن، بسط برند یا محدود نمودن دامنه تمرکز، عمق و ارزش برند، روابط عمومی، رویدادسازی، تبلیغات و… می‌باشد.
در حقیقت در برندسازی تلاش بر این است که مشخصه‌های برند را که در قسمت بالا هم به آن اشاره شد، به نحوی در ذهن مشتریان جایگذاری شود و بتواند جایگاه خوش حسی برایشان داشته باشد. به زبان دیگر می‌توان برندسازی را اینگونه تعریف کرد: «جایگاه ذهنی یک برند در ذهن مشتریان و بازار هدف آن کسب‌وکار.»
برندسازی شخصی یا پرسونال برندینگ، به فرایند تحلیل، درک و ساخت تصویر ذهنی جهانی بیرونی از شما است.
به نحوی که در برند سازی شخصی، خود فرد به جایگاهی فراتر از دیگران قرار گرفته و فعالیت کسب و کار شخصی وی چه در هنر، تجارت، فرهنگ و هر شاخه ای دیگری مورد تمایز قرار می‌گیرد.

## روش‌های برندسازی
برندسازی حاصل پیام‌ها و گزارش‌های رسانه هاست. هر قدر تعداد این پیام‌ها بیشتر و محتوای آن‌ها مطلوب تر باشد، نام تجاری قوی تر خواهد شد.
برندسازی آن قدرها هم ساده نیست، چراکه هیچگاه دو برند مثل هم عمل نمی‌کنند. در حقیقت هدف اصلی برندسازی این است که یک کالا یا یک تجارت از رقبایش متمایز دیده شوند. پس نمی‌توان برای تمامی برندهای موفق، یک فرمول جادویی واحد در نظر گرفت.
برای ساختن یک برند پرجذبه باید ۵ اصل را رعایت کنید: ۱- متمایز شوید. ۲- همکاری کنید. ۳- نوآوری کنید. ۴- اعتبار ببخشید. ۵- فرهنگ سازی کنید. هشت ابزار در اختیار مدیران بازاریابی قرار دارد تا از طریق آن با مشتریان ارتباط برقرار کرده و یک برند قوی در بازار بسازند: تبلیغات، روابط عمومی، پیشبرد فروش، بازاریابی مستقیم، فروش شخصی، بسته‌بندی، رویدادها و حامی گری، خدمات مشتری.
برندسازی در گذشته تنها با روش‌های آفلاینی نظیر بیلبوردهای تبلیغاتی یا تبلیغات در رادیو و تلویزیون انجام می‌شد، اما با توجه به هزینه‌های سرسام آور این روش‌ها، این روزها روش‌های جایگزینی مانند سئو ابداع شده است که کسب و کارها می‌توانند با اجرای آن‌ها، شهرت بسیار خوبی در اینترنت کسب کنند.

### تأثیر بسته‌بندی در برند سازی
بسته‌بندی به عنوان یک ابزار برند سازی بسیار مؤثر و قدرتمند شناخته می‌شود که این امکان را می‌دهد تا محصولات را با یک ارزش افزوده و تجربه‌ای منحصر به فرد به مشتریان ارائه داده شود.
بسته‌بندی‌ها، علاوه بر حفظ و مراقبت از محصول، فرصتی را فراهم می‌کنند تا از طریق طراحی زیبا، متریال درجه یک، و ابعاد منحصر به فرد، تصویر برند را بهتر در ذهن مشتریان نقش ببندد و در عین حال تجربه خاصی را برای مشتریان ایجاد کند.
استفاده از بسته‌بندی شخصی‌سازی شده، به ویژه در صنایعی مانند مد و لوازم زیبایی، محصولات الکترونیکی، محصولات غذایی با برندهای معروف و محصولات فاخر، کاربرد بیشتری دارد. طراحی زیبا، استفاده از متریال‌های با کیفیت، جزئیات دقیق به مشتریان احساس لذت و ارتباط عاطفی بیشتری با برند ارائه می‌دهد.

## برندسازی حسی
برندسازی حسی ایده‌ای است که برای بشر بیشترین پذیرش را دارد، وقتی که همهٔ پنج حس را درگیر می‌کند. شرکت دادن سه حس لامسه، بویایی و چشایی در برندسازی، راهی اثبات شده برای متمایز کردن و به‌یادماندنی کردن برند و نیز برقراری ارتباط عاطفی مؤثر و قوی با مشتریان است؛ بنابراین برندسازی حسی چیزی بیش از کاربرد سنتی آن است که تنها دو حس شنوایی و بینایی را درگیر می‌کند و تأثیر بسیار مطلوب در ارتباطات مؤثر بازاریابی برای آینده خواهد داشت.
پیچیده‌ترین قسمت در مدیریت یک پروژه برندسازی حسی، همسو سازی و ایجاد تعامل درست میان فرایندهای مدیریت طراحی با فرایندهای مدیریت کسب و کار و بازاریابی کلاسیک است. به این دلیل که در چنین پروژه‌هایی دو طرز فکر کاملاً متفاوت مشارکت می‌کنند که یکی خلاقانه و هنری و مبتنی بر درک شهودی و استنباط معکوس است و دیگری مهندسی و ریاضی و مبتنی بر روش‌های عقلانی است. عدم همراهی و عملکرد ناهماهنگ این نقش‌ها عمدتاً پروژه‌های برندسازی حسی را به شکست می‌کشاند. برای حل این مسئله مدیریت طراحی نقش پر رنگی ایفا می‌کند و تدوین تفهیم‌نامه برند به عنوان یکی از انواع تفهیم‌نامه طراحی با مشارکت مستقیم متولیان طراحی و متولیان کسب و کار در سازمان، تا حد زیادی در سرنوشت و موفقیت یک پروژه برندسازی حسی مؤثر خواهد بود. تعریف پیش زمینه و کلیات پروژ، بررسی حیطه و طبقه کسب و کار (category review)، بررسی مخاطب هدف (target audience review)، معرفی شرکت، محصولات و خدمات آن (company portfolio)، اهداف کسب وکار (business objectives) و راهبرد طراحی (design strategy)، چشم‌انداز پروژه، زمانبندی و بودجه و … ممکن است از جمله مطالب یک تفهیم‌نامه برند باشد. وجود یک تفهیم نامه برند سبب می‌شود تا قضاوت نهایی دربارهٔ خروجی‌های حسی برند، نه به صورت ذهنیت‌گرایی و سلیقه‌ای، بلکه مبتنی بر عینی‌گرایی و اهداف مشخص پروژه به پیش برود و از اختلافات سلیقه‌ای در میان متولیان برند جلوگیری شود.

## برندسازی گردشگری
برندسازی گردشگری از زمانی مطرح شد که گردشگری به عنوان یک صنعت معرفی گردید. برندسازی گردشگری به معنای تداعی شدن هویت فرهنگی فضا و مکان در ذهن گردشگران بالقوه است. برندسازی گردشگری در مقصد انجام می‌شود و در مقصد گردشگری با ایجاد نشانه‌هایی از فرهنگ و هویت آن مکان برندسازی گردشگری برای آن مکان ایجاد می‌شود.

## علامت تجاری
علامت تجاری یا Trademark علامت مشخصه ای است که کالاها یا خدمات مربوط به شخص حقیقی یا حقوقی را متمایز می‌نماید. منشأ آن نیز به زمانهای قدیم برمیگردد یعنی زمانی که صنعتگران و هنرمندان امضاء یا مهر مخصوص خود را بر روی محصولات یا آثار هنری خود می‌گذارند. در طول سالیان این علامتها سیر تکاملی خود را به سوی حمایت و ثبت علائم تجاری امروزی طی کرده‌اند. این سیستم به مصرف‌کنندگان کمک می‌کند تا کالا یا خدمات مورد نیاز خود را براساس علامت تجاری خاصی که طبیعت یا کیفیت آن محصول و خدمت را مشخص می‌کند انتخاب و خریداری نمایند.

## تخصص‌های برندسازی
- برندسازی شخصی
- برندسازی ملی
- برندسازی اینترنتی
- نامولوژی

## مراحل برندسازی
1. تحقیقات بازاریابی
2. مطالعات تحقیقات
3. هویت و استراتژی برند
4. طراحی شخصیت برند
5. اجرای برندسازی
6. ممیزی برند